# Michał Kaczyński (poeta)
Michał Kaczyński (ur. 1974 w Warszawie) – polski historyk i krytyk sztuki, kurator, poeta, publicysta, grafik, współzałożyciel galerii Raster.

## Życiorys
Absolwent XIV Liceum Ogólnokształcącego im. St. Staszica w Warszawie. Jego debiutancki tomik poetycki pt. Wiek szkolny (1994) wydano w ramach Krajowego Funduszu na Rzecz Dzieci, którego był stypendystą w latach 1991–1993. Był współorganizatorem Festiwalów Poezji, odbywających się w swoim liceum. Współpracował z redakcją telewizyjnego programu „Pegaz”. Był stypendystą naukowym GFPS (z niem. Gemeinschaft zur Förderung von Studienaufenthalten polnischer Studenten in der Bundesrepublik Deutschland) w Berlinie (1997/1998).
W 1995 roku założył czasopismo o profilu artystycznym „Raster” (początkowo pod tytułem „Woda”). Magazyn ukazywał się do 2002, natomiast w 2001 roku wraz z Łukaszem Gorczycą założył pod tą samą nazwą galerię sztuki współczesnej.
Swoje wiersze publikował na łamach m.in. „brulionu”, „Nowego Nurtu”, „Lampy”, „FA-artu”, „Kresów”, „Medyceusza”, „KurWaru”, „Pracowni”, „Studium” czy „Kartek”, a także w antologiach: Zeppelin (1996) i Macie swoich poetów (1997). Z kolei jego artykuły o sztuce ukazywały się w „Art&Business” i „Machinie”. Oprócz debiutanckiego tomiku wydał też zbiór wierszy Warszawa płonie.
Kaczyński zajmuje się również twórczością plastyczną (grafiką, fotografią, rysunkiem itp.). W galerii studenckiej „Naświetlarnia”, której był współzałożycielem (obok Łukasza Gorczycy) zorganizował trzy swoje wystawy indywidualne: „Cztery rysunki, które mają zmienić świat” (1993), „Akty warszawskie” (1994) i „Powrót” (1998). W 2012 roku w Galerii BWA w Zielonej Górze odbyła się wspólna wystawa prac Michała Kaczyńskiego i Łukasza Gorczycy „Raster – wiek szkolny”.